# Balthasar Riepp
Balthasar Riepp (né le 22 novembre 1703 à Kempten, mort le 2 août 1764 à Vils) est un peintre germano-autrichien.

## Biographie
Balthasar Riepp est le fils de Michael Riepp (employé à la résidence princière de Kempten) et de Maria Mayr ; il est un cousin du facteur d'orgues Charles-Joseph Riepp. Le prince-abbé Rupert von Bodman (de) lui permet de recevoir une éducation de base auprès du peintre de la cour Franz Benedikt Hermann (de) à Kempten. Après son apprentissage et son assistanat auprès de Jacob Carl Stauder, il entreprend un voyage d'études de deux ans à travers l'Italie en 1725, financé par le capitualire de l'abbaye de Kempten Anselm Reichlin von Meldegg (de) (nommé prince-abbé en 1728).
En 1728, Riepp a l'occasion de travailler dans l'atelier de peinture productif de Paul Zeiller (de) à Reutte. En 1735, par son mariage avec la fille aînée du maître, Maria Anna Zeiller, il devient membre de la très respectée famille d'artistes qui comprend Johann Jakob Zeiller et Franz Anton Zeiller (de). Avec son style de peinture plein de tempérament, Riepp devient un artiste célèbre et recherché, qui forme cinq étudiants pour leur formation de base.
Peu de temps après avoir reçu la citoyenneté de Reutte en 1740, son fils unique Johann Anton Laurentius meurt. À partir de ce moment, son alcoolisme augmente, ce qui conduit à sa séparation d'avec sa femme et à un changement de résidence exigé par la "morale publique". Le déclin social et sa générosité envers les nécessiteux le conduisent à l'appauvrissement. L'artiste meurt dans son hébergement d'urgence de la ville de Vils.

## Œuvre
Environ 350 œuvres de Balthasar Riepp sont recensées, principalement dans les églises. Elles se situent entre autres à Altstädten, Biberbach, Bichlbach, Breitenwang, l'abbaye territoriale d'Einsiedeln (Suisse), Fristingen, Füssen, Großaitingen, Bad Hindelang, Ehenbichl, Elmen, Heiterwang, Imst, l'abbaye de Wilten (Innsbruck), l'abbaye de Heiligkreuz (Kempten), Marktoberdorf, Münsterlingen (Suisse), Oberstdorf, Ottobeuren, Pflach, Reutte, Seeg, Untermaiselstein, Vils (église Sainte-Anne), Pinswang, Welden et Ziemetshausen.